# マンデラ (カウンティ)
マンデラ（スワヒリ語: Wilaya ya Mandera、英語: Mandera County）は、ケニア北東部の北東州北部のカウンティ。
中心都市はマンデラ。
2009年の人口は102万5756人。

## 人口
- 1979年8月24日：10万5601人
- 1989年8月24日：12万3787人
- 1999年8月24日：25万372人
- 2009年8月24日：102万5756人

## 隣接カウンティ
- 北：エチオピア・ソマリ州
- 東：ソマリア・ゲド州
- 南：ワジール
- 西：エチオピア・オロミア州

## 都市
- マンデラ：5万7692人(2009年)(中心都市)
- エルワク：2万4368人(2009年)
- ラム (ケニア北東州)（英語版）：2万4037人(2009年)
- タカバ：2万1474人(2009年)